# Cyril Hare
Cyril Hare és el pseudònim d'Alfred Alexander Gordon Clark (comtat de Surrey, 4 de setembre de 1900 – 25 d'agost de 1958), jutge i escriptor anglès.

## L'escriptor i la seva obra
Cyril Hare és l'autor d'una colla de novel·les de misteri publicades a Anglaterra entre 1937 i 1958. De fet, aquest és el pseudònim que el jutge va triar quan es va decidir a escriure, i el va formar a partir del seu lloc de residència (Cyril Mansions) i del seu despatx (Hare Court).
La íntima relació entre l'obra literària de Cyril Hare i la professió de Clark es manifesta no només en el pseudònim, sinó també en la seva literatura de ficció i, particularment, en un dels seus llibres més famosos: Tragedy at Law. De fet, si bé Hare va crear diversos detectius -professionals o afeccionats (Inspector Mallet, Wenceslaus Bottwink)–, el principal dels seus herois és un advocat relativament modest (Francis Pettigrew) el qual es proclama "poc interessat en la tasca de detecció", i que sovint facilita la feina de la policia aportant-los els seus coneixements legals. El detectiu Pettigrew apareix ja en la primera de les seves novel·les, en la qual hi falten ja moltes de les convencions pròpies d'aquella època i en la que les descripcions de l'entorn i dels personatges són molt més reals i modernes. Per raons cronològiques, Cyril Hare se situa al final de la Golden Age (època daurada) de les novel·les de misteri angleses, cosa que es fa perceptible en els seus llibres. Cyril Hare és, sense cap mena de dubte, un autor molt recomanable i Tragedy at Law apareix en totes les llistes de novel·les de misteri excepcionals.

## Novel·les
- "Tenant of Death" (1937)
- "Death is No Sportsman" (1938)
- "Suicide Excepted" (1939)
- "Tragedy at Law" (1942)
- "With a Bare Bodkin" (1946)
- "When the wind blows" (1949)
- "An English Murder" (1951)
- "That Yew Tree's Shade" (1954)
- "He Should Have Died Hereafter" (1958)